# Stazione di Tirano (RhB)
La stazione di Tirano della Ferrovia Retica è la stazione capolinea della linea del Bernina, che conduce a Sankt Moritz.
È l'unica stazione della Ferrovia Retica posta in territorio italiano.

## Storia
La stazione entrò in funzione nel 1908 al completamento della prima tratta (Tirano – Poschiavo) della ferrovia del Bernina.

## Interscambi
Si trova nei pressi dell'omonima stazione FS, capolinea della linea Tirano-Lecco.